# Meelva
Meelva este o arie protejată (arie specială de conservare — SAC, sit de importanță comunitară — SCI, arie de protecție specială avifaunistică — SPA) din Estonia întinsă pe o suprafață de 2.136,6 ha, integral pe uscat.

## Localizare
Centrul sitului Meelva este situat la coordonatele 58°09′33″N 27°19′53″E / 58.1592°N 27.3314°E.

## Înființare
Situl Meelva a fost declarat sit de importanță comunitară în aprilie 2004 pentru a proteja 3 specii de animale. Alte tipuri de protecție:
- arie de protecție specială avifaunistică (în aprilie 2004)[2]
- arie specială de conservare (în august 2004)[1][3][4]

## Biodiversitate
Situată în ecoregiunea boreală, aria protejată conține 6 habitate naturale: Lacuri și iazuri distrofice naturale, Turbării active, Mlaștini turboase de tranziție și turbării mișcătoare, Depresiuni pe substraturi de turbă de Rhynchosporion, Taiga vestică, Mlaștini împădurite.
La baza desemnării sitului se află mai multe specii protejate de  păsări (3): lebădă de iarnă (Cygnus cygnus), cocor (Grus grus), pescăruș sur (Larus canus).
Pe lângă speciile protejate, pe teritoriul sitului au mai fost identificate 2 specii de plante, 3 specii de păsări.